# Лятно тръшване (2016)
Лятно тръшване (2016) беше кеч WWE Network pay-per-view (PPV) турнир, продуциран от WWE. Провежда се на 21 август 2016 в Barclays Center, Бруклин, Ню Йорк. Той е 29 турнир подред в хронологията на Лятно тръшване, второто събитие подред в същата арена и първото събитие под възобновеното Разширяване на марките.
Дванайсет мача се провеждат по време на събитието, включително три мача преди шоуто. В главния мач, Брок Леснар победи Ренди Ортън чрез технически нокаут докато в някой от другите мачове Фин Бáлър побеждава Сет Ролинс, ставайки първия Универсален шампион на WWE, Дийн Амброуз побеждава Долф Зиглър, запазвайки Световната титла на WWE, и Ей Джей Стайлс побеждава Джон Сина.

## Заден план
На 5 юни, WWE докладват, че позволяват на Брок Леснар „една възможност“ да се върне за двубой със смесени бойни изкуства на UFC 200, докато също обявяват, че Леснар ще се бие на Лятно тръшване. На 7 юли, в епизод на Разбиване, опонента на Леснар е обявен; завръщащия се Ренди Ортън. WWE определят мачът между тях като „15 години осъществяване“. На 15 юли, WWE потвърждава, че мача все още се проведе, въпреки уведомяването от USADA по отношение с двубоя на Леснар за UFC, преглеждайки проба на извън-участие, събрана на 28 юни, която е с положителен тест за забранени вещества. Втората проба, взета по време на двубоя на 9 юли също е реагирала положително със същото забранено вещество, смятайки се за хидрокси-кломифен, открито през предишната проба. На 26 юли WWE потвърждават, че Леснар няма да бъде изправен пред дисциплинарни действия от страна на WWE, тъй като той е освободен от Здравната политика на WWE, поради статуса му на участник за непълно работно време. Ортън се завръща на Бойно пол като госта на рубриката на Крис Джерико „Незабравими моменти“. Ортън казва, че е нужно само едно RKO, за да повали Леснар и споменава за неуспешните наркотични тестове на Леснар. Той също споменава, че иска да се бие с Леснар, за да докаже, че принадлежи на върха, преди да прави RKO на Джерико. На 1 август, в епизод на Първична сила, мениджъра на Леснар, Пол Хеймън обявява, че Ортън никога няма да бъде в състояние да изпълни финалния си ход на Леснар, когато Ортън изведнъж се появи и изненадва Леснар с RKO. Леснар впоследствие напада Ортън с F-5 по време на мача му срещу Фанданго на Разбиване на следващата вечер. На последната Първична сила преди Лятно тръшване Хеймън и Леснар, отново говорейки срещу Отърн, когато Хийт Слейтър се намесва, молейки се за договор на WWE (тъй като той не е преместен по време на Жребия на WWE) ако победи Леснар. Леснар прави на Слейтър F-5, отправяйки съобщение да Ортън. Слейтър се бие срещу Ортън на следващата вечер на Разбиване за да получи договор. Ортън нарочно се дисквалифицира, подигравайки се на Леснар, преди да направи на Слейтър RKO.
След като преместения в Разбиване Дийн Амброуз запазва Световната титла на WWE на Бойно оле срещу преместените в Първична сила Роуман Рейнс и Сет Ролинс в мач Тройна заплаха, Първична сила остава без световна титла. След това, Стефани Макмеън и Мик Фоли създават нова титла, Универсалната титла на WWE, на следващата вечер на Първична сила служейки за главната титла на Първична сила. Първия шампион се определя на Лятно тръшване в индивидуален мач; Ролинс като първия избран от Първична сила, е автоматично обявен за мача, докато опонента му се определя от две мача Фатална четворка същата вечер, победителите от които се бият в индивидуален мач. Фин Бáлър печели първата Фатална четворка, побеждавайки Сезаро, Кевин Оуенс и Русев, докато Рейнс печели втората, побеждавайки Крис Джерико, Сами Зейн и Шеймъс. Бáлър побеждава Рейнс и се класира за мача на Лятно тръшване срещу Ролинс. Бáлър и Ролинс се провокират на следващата седмица, взаимно обещавайки че ще спечелят на Лятно тръшване. Тогава Ролинс се опитва да атакува Бáлър, но Бáлър го спя, карайки Ролинс да избяга. Две седмици, алтер его на Бáлър, „Краля Демон“, конфронтира Ролинс след като Ролинс го предизвиква.
На 26 юли на Разбиване, се провежда Шесторно предизвикателство включващо Джон Сина, Брей Уайът, Ей Джей Стайлс, Долф Зиглър, Барън Корбин и Аполо Крус за определяне на главен претендент за Световната титла на WWE на Лятно тръшване; Крус печели кралска битка за да се класира като шестия в мача. Зиглър печели предизвикателството, туширайки Стайлс, получавайки мач за титлата срещу Дийн Амброуз на Лятно тръшване. На следваща седмица, след като Амброуз се съмнява в способността на Зиглър, Уайът напада Зиглър и го предизвиква на мач за шанса за титлата. Зиглър приета и побеждава Уайът. На следващата седмица, след като Амброуз и Зиглър победиха Брей Уайът и Ерик Роуън, Амброуз прави Мръсната работа на Зиглър. Зиглър отговори със Супер-ритник на техния сегмент по „Миз Ти Ви“ на Разбиване преди Лятно тръшване.
На Бойно поле, Саша Банкс извиква Бейли от NXT като нейния таен партньор и побеждават Шампионката при жените на WWE Шарлът и Дейна Брук в отборен мач, когато Саша кара Шарлът да се предаде. Това довежда до мач за титлата на следващия епизод на Първична сила, в тя отново кара Шарлът да се предаде и печели титлата. Шарлът използва шанса си за реванш пет дни по-късно за Лятно тръшване. На следващата седмица, конфронтацията между двете е намесена от Крис Джерико и Ензо Аморе, стигайки до смесен отборен мач, който Шарлът и Джерико печелят. На 8 август на Първична сила, Саша побеждава Дейна Брук, което осигурява, че е забранено на Дейна да е около ринга на Лятно тръшване.
След смесения отборен мач, Крис Джеико атакува Ензо Аморе, преди пристигането Големият Кас, помагайки на съотборника си. По-късно, Кевин Оуенс казва на Джерико, че ще му пази гърба по време на интервю с Том Филипс. На следващата седмица, Джерико побеждава Аморе чрез дисквалификация, когато Кас се намесва. След мача, Кас предизвиква Оуенс и Джерико на отборен мач на Лятно тръшване, което Оуенс и Джерико приемат.
След победата на Ей Джей Стайлс над Джон Сина на Договорът в куфарчето, Клубът (Стайлс, Карл Андерсън и Люк Галоус) започват да атакуват Сина, когато Ензо и Кас застанаха на негова страна, уреждайки отборен мач между шестима на Бойно поле. На събитието, Сина, Ензо и Кас побеждават Клубът. След Жребият, Ензо, Кас, Андерсън и Галоус са преместени в Първична сила, докато Стайлс и Сина са преместени в Разбиване, разделяйки отборите. На 2 август, на Разбиване, Стайлс предизвиква Сина на друг мач на Лятно тръшване, което Сина приема. На 16 август, на Разбиване, след като Сина побеждава Алберто Дел Рио, Стайлс атакува Сина с Феноменална предмишница, но Сина му отвръща с Коригиране, последвано от второ Коригиране през коментаторката маса.
На 2 август, на Разбиване, Аполо Крус побеждава Барън Корбин и Калисто в мач Тройна заплаха за мач за Интерконтиненталната титла на WWE срещу Миз на Лятно тръшване.
На 1 август, на Първична сила, след като Шампиона на Съединените щати на WWE Русев побеждава Марк Хенри, запазвайки титлата си, Роуман Райнс пристига и провокира Русев. На следващата седмица, Рейнс се намесва в сватбеното празненство на Русев и Лана и споменава за мач за титла. Русев отказа и се сбиват, коствайки на Лана да падне върху сватбената торта. Зад кулисите, Мик Фоли казва на разбеснелите Лана и Русев, че Русев ще защитава титлата на щатите срещу Рейнс на Лятно тръшване. По късно същата вечер, Русев успешно защитава титлата си във внезапен мач срещу Сезаро, който също иска шанс за титлата. След мача, Русев е атакуван от Рейнс с Копие. Рейнс побеждава Русев в мач без заложба на следващата седмица.
На 25 юли, на Първична сила, Нов Ден празнуват на ринга, след като стават най-продължителните Отборни шампиони на WWE. Големият И, Кофи Кингстън и Ксавиер Уудс, тогава пита ако някой от Питсбърг иска да се присъедини към тях и да празнуват. Тогава Галоус и Андерсън атакуват тримата членове на Нов Ден, докато фена се измъква. На следващата седмица на Първична сила, Кингстън и Големият И участват в отборен мач срещу Галоус и Андерсън, където Големият И превъртя Галоус и отбелязва победа чрез туш. След това Галоус и Андерсън започват да атакуват и трима, удряйки Големият И в кола с обтегачите между краката, контузвайки слабините на Големия И. На 8 август, Уудс и Кингстън са уредени да защитават Отборните титли на WWE срещу Галоус и Андерсън на Лятно тръшване
След като загубва от Сезаро на 1 август, на Първична сила, Шеймъс атакува Сезаро. На 8 август, на Първична сила, Сезаро отново побеждава Шеймъс, но губи мач за Титлата на Съединените щати срещу Русев, след намеса от Шеймъс. На 15 август, на Първична сила, Сезаро разсейва Шеймъс, коствайки му загуба срещу Сами Зейн. По време на разговор зад кулисите, Главния мениджър на Първична сила Мик Фоли урежда Серия за Най-добро от 7 мача между двамата, започвайки от Лятно тръшване. На 19 август, мачът е преместен в предварителното шоу на Лятно тръшване.
Ива Мари е преместен в Разбиване, но за няколко епизода, обстоятелства, включително при нараняване на бедрото и неизправност в дрехите попречвайки да направи своя дебют на ринга. На 16 август, Ива Мари не се показва за мача си срещу Наоми. По-късно същата вечер, Беки Линч и Кармела се бият срещу Наталия и Алекса Блис; по време на мача, Мари се появява на сцената за влизане. Тогава Наоми се появява и започва да преследва Мари, преминавайки през ринга. По време на объркването, Беки прави своето Обезоръжаване на Наталия, която се предава. По-късно, отборен мач между шест жени е уреден за Лятно тръшване. На 18 август, Мари е съкратена за 30 дни след нарушаване на Здравната политика на WWE, премахвайки я от мача. Във връзка с това, WWE умишлено не изясняват дали мача ще се превърне в мач с хадикап три-на-две или дали Наталия и Алекса ще имат трета съотборничка.
На 16 август, на Разбиване, Американска Алфа, Хайп Броус и Братя Усо побеждават Брийзанго, Възкачване и Водевиланс. На 19 август, реванш между двата отбора е уреден за предварителното шоу на Лятно тръшване.
На 16 август, Джон Стюарт, който е специалния гост на „Лятно тръшване“ в предната година, е обявено, че той ще бъде специален гост и за това Лятно тръшване.
На 19 август, Сами Зейн и Невил са уредени срещу Дъдли Бойс за предварителното шоу на Лятно тръшване.

## Резултати
| №                                                                                     | Резултати | Правила                                                                         | Време |
| ------------------------------------------------------------------------------------- | --- | ------------------------------------------------------------------------------- | ----- |
| 1П                                                                                    | Американска Алфа (Джейсън Джордан и Чад Гейбъл), Хайп Броус (Зак Райдър и Моджо Роули), и Братя Усо (Джими Усо и Джей Усо) победиха Брийзанго (Тайлър Брийз и Фанданго), Възкачване (Конър и Виктор), и Водевиланс (Ейдън Инглиш и Саймън Гоч) | Отборен мач между 12 души                                                       | 14:32 |
| 2П                                                                                    | Сами Зейн и Невил победиха Дъдли Бойс (Бъба Рей Дъдли и Дивон Дъдли) | Отборен мач                                                                     | 7:55  |
| 3П                                                                                    | Шеймъс победи Сезаро | Индивидуален мач; Първият в Серията за Най-добро от 7 Шеймъс води с 1 – 0       | 14:11 |
| 4                                                                                     | Джери-Кей Оу (Крис Джерико и Кевин Оуенс) победиха Ензо Аморе и Големият Кас | Отборен мач                                                                     | 12:08 |
| 5                                                                                     | Шарлът победи Саша Банкс (ш) | Индивидуален мач за Титлата при жените на WWE; Дейна Брук е отстранена от ринга | 13:51 |
| 6                                                                                     | Миз (ш) (с Марис) победи Аполо Крус | Индивидуален мач за Интерконтиненталната титла на WWE                           | 5:45  |
| 7                                                                                     | Ей Джей Стайлс победи Джон Сина | Индивидуален мач                                                                | 23:10 |
| 8                                                                                     | Люк Галоус и Карл Андерсън победиха Нов Ден (Кофи Кингстън и Ксавиер Уудс) (ш) (с Джон Стюарт) чрез дисквалификация | Отборен мач за Отборните титли на WWE                                           | 9:09  |
| 9                                                                                     | Дийн Амброуз (ш) победи Долф Зиглър | Индивидуален мач за Световната титла на WWE                                     | 15:18 |
| 10                                                                                    | Наталия, Алекса Блис и Ники Бела победиха Беки Линч, Наоми и Кармела | Отборен мач между шест жени                                                     | 11:07 |
| 11                                                                                    | Фин Бáлър победи Сет Ролинс | Мач до туш или предаване за Универсалната титла на WWE                          | 19:24 |
| 12                                                                                    | Брок Леснар (с Пол Хеймън) победи Ренди Ортън чрез технически нокаут | Индивидуален мач                                                                | 11:45 |
| - (ш) – указва шампиона/шампионите в мача - П – показва, че мача се случи преди шоуто | |                                                                                 |       |

- Русев срещу Роуман Рейнс за Титлата на Съединените щати на WWE никога не започва официално, тъй като Русев не може да се бие, след като е наранен от Рейнс.[39]